# Diocese de Córdoba (México)
A Diocese de Córdoba (em latim: Dioecesis Cordubensis in Mexico) é uma diocese da Igreja Católica localizada nos municípios de Córdoba, no estado de Veracruz, pertencente a Arquidiocese de Xalapa no México. Foi fundada em 15 de abril de 2000 pelo Papa João Paulo II. Com uma população católica de 763.583 habitantes, sendo 89,8% da população total, possui 48 paróquias com dados de 2021.

## História
Em 15 de abril de 2000 o Papa João Paulo II cria a Diocese de Córdoba através do território da Arquidiocese de Xalapa.

## Lista de bispos
A seguir uma lista de bispos desde a criação da diocese em 2000.
|                   | Nome                                    | Período           | Notas                               |
| Bispos de Córdoba | Bispos de Córdoba                       | Bispos de Córdoba | Bispos de Córdoba                   |
| ----------------- | --------------------------------------- | ----------------- | ----------------------------------- |
| 2º                | Eduardo Cirilo Carmona Ortega, C.O.R.C. | 2020 - atual      |                                     |
| 1º                | Eduardo Porfirio Patiño Leal            | 2000 - 2020       | Nomeado bispo emérito dessa diocese |